# Oliver Norwood
Oliver James Norwood (Burnley, 12 april 1991) is een Noord-Iers voetballer die doorgaans als centrale middenvelder speelt. Hij verruilde Brighton & Hove Albion in januari 2019 voor Sheffield United, dat hem in het voorgaande halfjaar al huurde. Norwood was van 2010 tot en met 2019 international in het Noord-Iers voetbalelftal, waarvoor hij 57 interlands speelde.

## Clubcarrière
Norwood speelde in de jeugd bij Manchester United. Die club verhuurde hem aan Carlisle United, Scunthorpe United en Coventry City. In 2012 werd de Noord-Ier verkocht aan Huddersfield Town. In twee seizoenen maakte hij acht doelpunten in 80 competitieduels voor The Terriers. In 2014 tekende hij een driejarig contract bij Reading. Op 12 augustus 2014 debuteerde de middenvelder voor zijn nieuwe club in de League Cup tegen Chesterfield. In zijn eerste seizoen speelde hij 38 competitiewedstrijden, het seizoen erop 43. In 2016 ging hij voor Brighton & Hove Albion spelen waarmee hij in 2017 naar de Premier League promoveerde. Ook met zijn volgende werkgevers respectievelijk Fulham en Sheffield United wist hij te promoveren naar de Premier League.

## Interlandcarrière
Norwoord debuteerde op 11 augustus 2010 in het Noord-Iers voetbalelftal, in een oefeninterland tegen Montenegro. Op 11 oktober 2011 kreeg hij zijn eerste basisplaats, in de laatste EK-kwalificatiewedstrijd
tegen Italië. In 2016 werd hij geselecteerd voor het EK 2016 in Frankrijk. Op 12 juli 2016 stond hij in de basis in de eerste groepswedstrijd tegen Polen. Ook in de twee volgende groepsduels kwam hij in actie. Noord-Ierland werd in de achtste finale uitgeschakeld door Wales (0–1), dat won door een eigen doelpunt van de Noord-Ierse verdediger Gareth McAuley. Norwood maakte in augustus 2019 na 57 interlands bekend dat hij stopte als international.